# Papa-figos-indiano
O papa-figos-indiano (Oriolus kundoo) é uma espécie de papagaio da ordem Oriolidae encontrada no subcontinente indiano e na Ásia Central. Antigamente, a espécie era considerada uma subespécie do papa-figos da Eurásia, mas agora é considerada uma espécie completa. Os adultos podem ser diferenciados do papa-figos da Eurásia pela faixa preta do olho que se estende atrás do olho.

## Taxonomia e sistemática
O papa-figos-indiano foi descrito pelo naturalista inglês William Henry Sykes em 1832 e recebeu o nome binomial Oriolus kundoo. Embora inicialmente descrito como uma espécie separada, o papa-figos-indiano era geralmente tratado como uma subespécie do papa-figos da Eurásia. Em 2005, os ornitólogos Pamela C. Rasmussen e John Anderton, em seu livro Birds of South Asia: The Ripley Guide [en], decidiram tratar as duas variedades como espécies separadas, com base nas diferenças de morfologia, plumagem, cantos e no fato de que as duas variedades não se cruzam. Um estudo filogenético molecular publicado em 2010 deu suporte a essa divisão, e a maioria dos ornitólogos agora trata o papa-figos-indiano como uma espécie separada. Charles Vaurie considerou a raça baltistanicus indistinguível da subespécie indicada e o papa-figos-indiano é considerado monotípico.

## Descrição

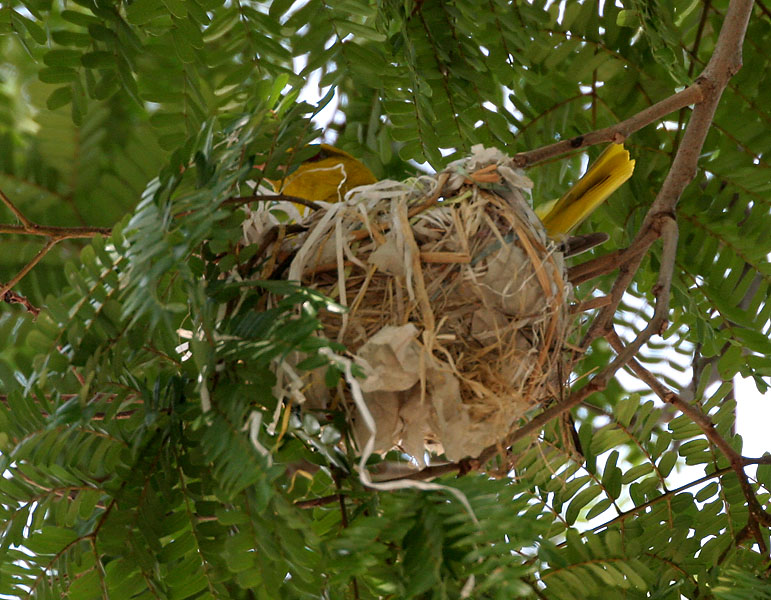
Macho no ninho (Haiderabade, Índia)

O papa-figos-indiano é muito semelhante ao papa-figos da Eurásia, mas tem mais amarelo na cauda e um tom mais pálido de vermelho na íris e no bico. O macho tem a faixa preta que se estende atrás do olho, uma grande mancha no carpo da asa e pontas amarelas largas nas asas secundárias e terciárias. As listras na parte inferior das fêmeas são mais nítidas do que nas fêmeas do papa-figos da Eurásia. A espécie eurasiana é maior, com um comprimento de asa de 149-162 mm nos machos adultos, em comparação com 136-144 mm no O. kundoo. A fórmula da asa também é diferente, com a primária 2 mais longa que a 5 no O. oriolus, enquanto a primária 5 é mais longa que a 2 no O. kundoo.

## Distribuição e habitat

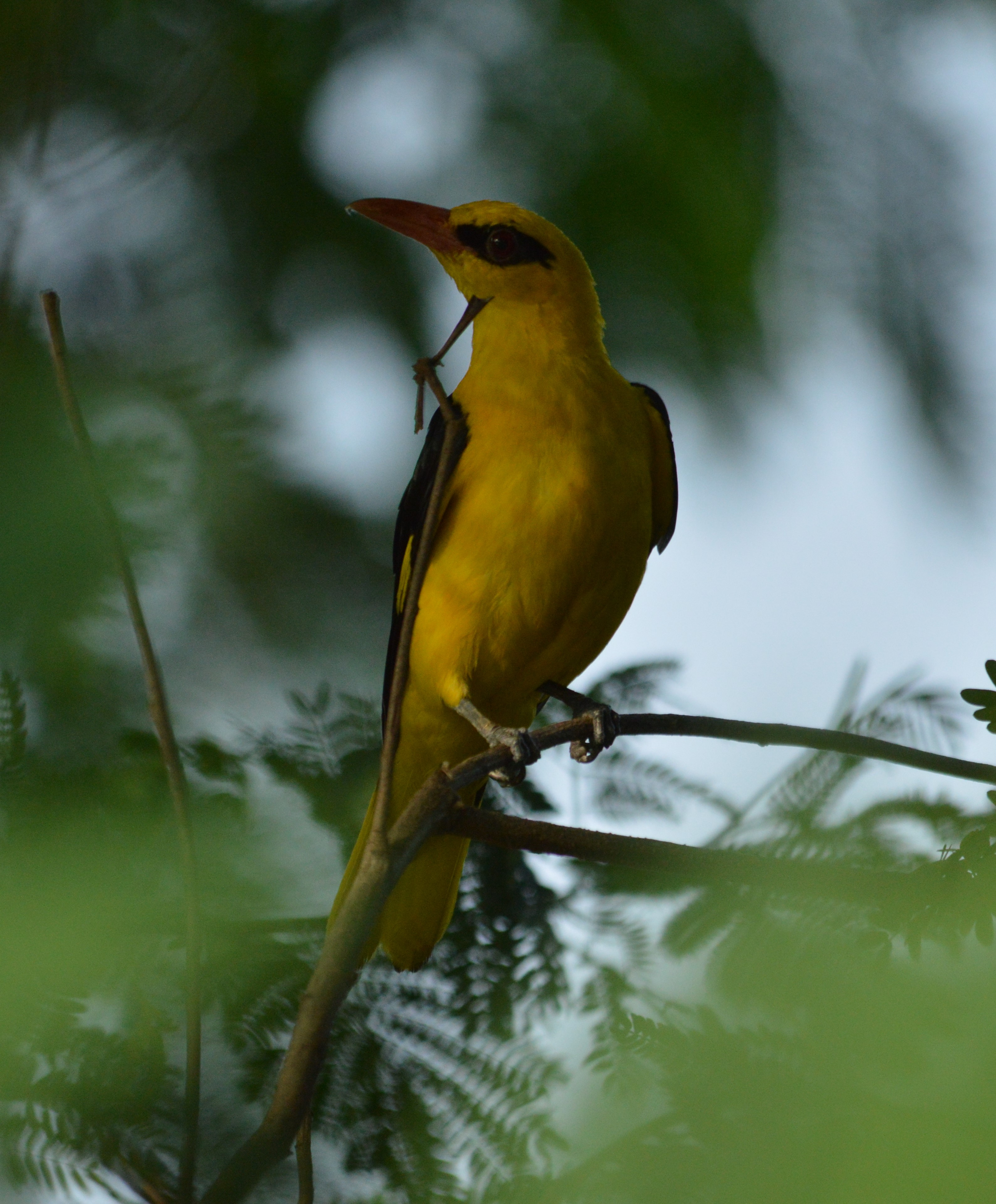
Macho em Madia Pradexe, Índia.

Esse papa-figos se reproduz no Baluchistão e no Afeganistão, ao longo do Himalaia até o Nepal. Algumas populações se reproduzem na região peninsular, mas são muito locais. As populações do norte passam o inverno no sul da Índia, com algumas aves passando o inverno no Sri Lanka. As populações que ocorrem nas Maldivas e nas Ilhas Andamão não foram examinadas cuidadosamente.
O papa-figos-indiano habita uma variedade de habitats, incluindo florestas decíduas abertas, florestas semiperenes, bosques, bordas de florestas, manguezais, campos abertos com árvores dispersas, parques, jardins, pomares e plantações.

## Comportamento e ecologia
O voo do papa-figos-indiano é de mergulho, mas forte, e já foi registrado que atinge cerca de 40 km/h. Às vezes, ele toma banho voando repetidamente em uma pequena poça de água. Um indivíduo anilhado em Guzerate foi recuperado no Tajiquistão mais de nove anos depois.

### Reprodução
O papa-figos-indiano é um migrante parcial. Ele se reproduz na Ásia Central e no subcontinente indiano. As populações indianas são em grande parte residentes, enquanto as outras populações são migratórias. A época de reprodução é de abril a agosto, sendo o ninho uma pequena xícara colocada em uma forquilha perto da extremidade de um galho. Os ninhos geralmente são construídos nas proximidades do ninho de um drongo-real. Dois ou três ovos brancos com manchas avermelhadas, marrons e pretas formam a ninhada típica. Ambos os pais participam do cuidado do ninho e da ninhada, defendendo o ninho contra aves intrusas, como corvos.

### Alimentação
Os papa-figos se alimentam de frutas, néctar e insetos. Eles são capazes de dispersar as sementes de muitas plantas com frutos silvestres, incluindo a invasora Lantana camara. Um papa-figos foi registrado predando lagartos da espécie Draco dussumieri [en].

### Ameaças
Foi sugerido que um parasita protozoário do sangue, Haemoproteus orioli, descrito nessa espécie, ocorre em muitas espécies de papa-figos, mas pode representar diferentes linhagens.